# Rhamphomyia teberdana
Rhamphomyia teberdana är en tvåvingeart som beskrevs av Bartak 1983. Rhamphomyia teberdana ingår i släktet Rhamphomyia och familjen dansflugor. Inga underarter finns listade i Catalogue of Life.